# Pottiaceae
Pottiaceae Hampe, 1856 è una famiglia di muschi, unica famiglia  dell'ordine Pottiales M.Fleisch., 1920.

## Distribuzione e habitat
La famiglia ha una distribuzione cosmopolita essendo presente in tutti i continenti compresa l'Antartide.

## Tassonomia
La famiglia comprende oltre 1.200 specie nei seguenti generi:
- Acaulon Müll. Hal., 1847
- Acaulonopsis R.H.Zander & Hedd., 2009
- Algaria Hedd. & R.H.Zander, 2008
- Aloinia Kindb., 1882
- Aloinella Cardot, 1909
- Anaschisma R.H.Zander, 2021
- Anoectangium Schwägr., 1811
- Aschisma Lindb., 1878
- Astomum Hampe, 1837
- Austrobarbula M.J.Cano, 2022
- Barbula Hedw., 1801
- Barbulastrum M.J.Cano & J.A.Jiménez, 2022
- Bellibarbula P.C.Chen, 1940

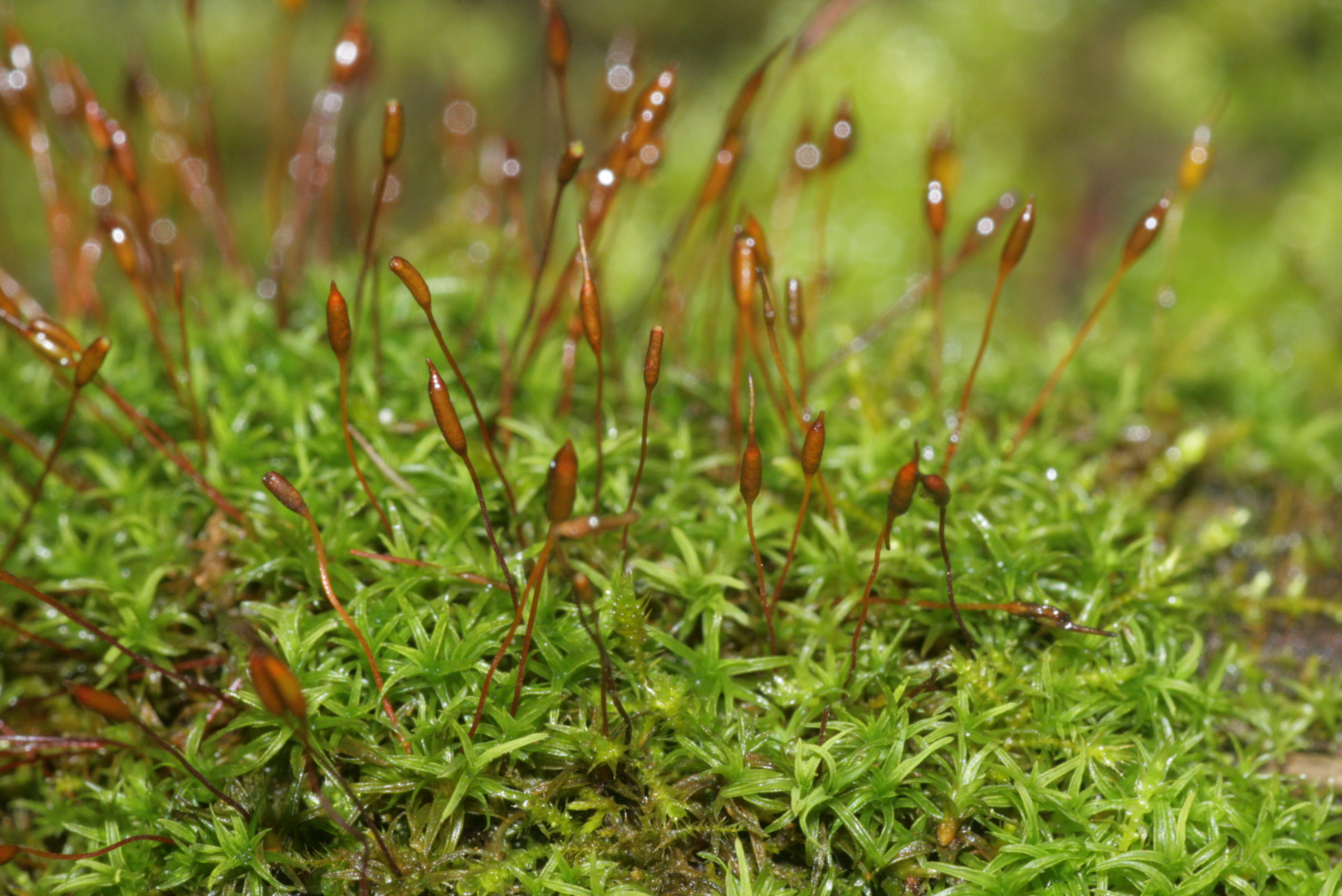
Bryoerythrophyllum recurvirostrum nel suo habitat

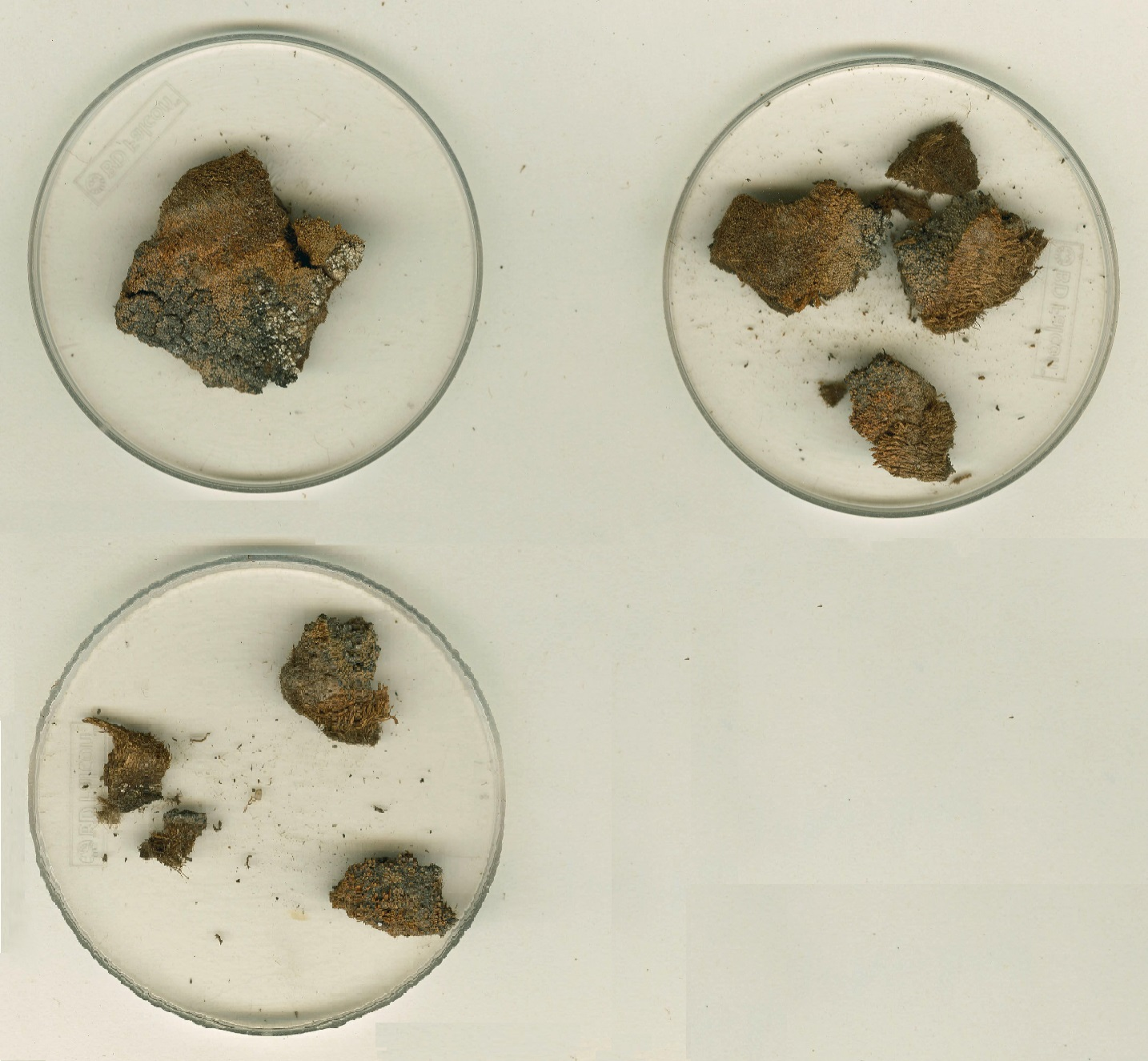
Campioni da erbario di Gertrudiella gelida

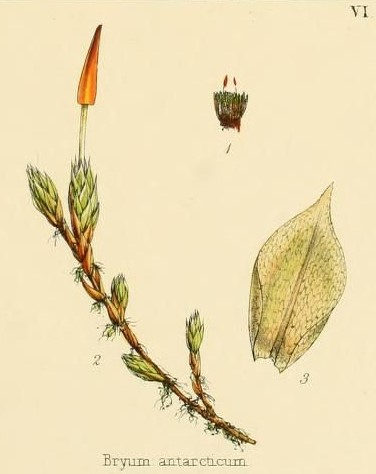
Tavola botanica di Hennediella heimii

- Bryoceuthospora H.A.Crum & L.E.Anderson, 1959
- Bryoerythrophyllum P.C.Chen, 1940
- Bulbibarbula (Müll. Hal.) R.H.Zander, 2017
- Calymperastrum I.G.Stone, 1986
- Chionoloma Dixon, 1922
- Cinclidotus P. Beauv., 1804
- Crossidium Jur., 1882
- Crumia W.B. Schofield, 1966
- Dialytrichia (Schimp.) Limpr., 1888
- Didymodon Hedw., 1801
- Dolotortula R.H.Zander, 1989
- Entosthymenium Brid., 1827
- Eobryum R.H.Zander & P.Sollman, 2020
- Ephemerum Hampe, 1837
- Erythrophyllopsis Broth., 1916
- Eucladium Bruch & Schimp., 1846
- Ganguleea R.H.Zander, 1989
- Geheebia Schimp., 1876
- Gertrudiella Broth., 1925
- Globulinella Steere, 1946
- Guerramontesia M.J.Cano, J.A.Jiménez, M.T.Gallego & J.F.Jiménez, 2010
- Gymnobarbula Jan Kučera, 2013
- Gymnostomiella M. Fleisch., 1904
- Gymnostomum Nees & Hornsch., 1823
- Gyroweisia Schimp., 1876
- Helicobarbula M.J.Cano, 2022
- Hennediella Paris, 1896
- Hilpertia R.H.Zander, 1989
- Husnotiella Cardot, 1909
- Hydrogonium (Müll. Hal.) A.Jaeger, 1879
- Hymenostomum R. Br., 1818
- Hymenostyliella E.B.Bartram, 1939
- Hymenostylium Brid., 1827
- Hyophila Brid., 1827
- Hyophiladelphus (Müll. Hal.) R.H.Zander, 1995
- Indopottia A.E.D.Daniels, R.D.A.Raja & P.Daniel, 2010
- Koponobryum Arts, 2001
- Leptobarbula Schimp., 1875
- Leptodontiella R.H.Zander & E.Hegewald, 1976
- Leptodontium (Müll. Hal.) Hampe ex Lindb., 1864
- Ludorugbya Hedd. & R.H.Zander, 2007
- Merceyopsis Broth. & Dixon, 1910
- Microbryum Schimp., 1860
- Mironia R.H.Zander, 1993
- Molendoa Lindb., 1878
- Nanomitriopsis Cardot ex Broth., 1909
- Neophoenix R.H.Zander & During, 1999
- Oxystegus (Limpr.) Hilp., 1933
- Ozobryum G.L.Merr., 1992
- Pachylomidium (Broth.) R.H.Zander & B.H.Allen, 2019
- Pachyneuropsis H.A. Mill., 1970
- Pararhexophyllum Jan Kučera, 2020
- Phascopsis I.G. Stone, 1980
- Phascum Hedw., 1801
- Picobryum R.H.Zander & Hedd., 2011
- Plaubelia Brid., 1826
- Pleurochaete Lindb., 1864
- Pottia (Rchb.) Ehrh. ex Fürnr., 1829
- Pottiopsis Blockeel & A.J.E. Sm., 1998
- Pseudocrossidium R.S. Williams, 1915
- Pterygoneurum Jur., 1882
- Reimersia P.C.Chen, 1940
- Rhexophyllum Herzog, 1916
- Saitobryum R.H.Zander, 1997
- Scopelophila (Mitt.) Lindb., 1872
- Splachnobryum Müll. Hal., 1869
- Stegonia Venturi, 1883
- Stonea R.H.Zander, 1989
- Streblotrichum P. Beauv., 1804
- Streptocalypta Müll. Hal.1879
- Streptotrichum Herzog, 1916
- Syntrichia Brid., 1801
- Syntrichiadelphus Brinda, Jáuregui-Lazo & Mishler, 2021
- Tainoa R.H.Zander, 2023
- Tetracoscinodon R. Br. bis, 1896
- Tetrapterum Hampe ex A.Jaeger, 1869
- Tortella (Müll. Hal.) Limpr., 1888
- Tortula Hedw., 1801
- Trachycarpidium Broth., 1901
- Trachyodontium Steere, 1986
- Trichostomopsis Cardot, 1909
- Trichostomum Bruch, 1829
- Tridontium Hook. f., 1840
- Triquetrella Müll. Hal., 1897
- Tuerckheimia Broth., 1910
- Uleobryum Broth., 1906
- Vinealobryum R.H.Zander, 2013
- Vrolijkheidia Hedd. & R.H.Zander, 2008
- Weisiopsis Broth., 1921
- Weissia Hedw., 1801
- Zanderella J.A.Jiménez & M.J.Cano, 2022

Sono inoltre noti i seguenti generi fossili:
- † Arvildia Ignatov, 1990
- † Edwardsiphyton Retallack, 2019
- † Ephemerisporites E.Nagy, 1968